# Кеєнта
Кеєнта (англ. Kayenta) — переписна місцевість (CDP) в США, в окрузі Навахо штату Аризона. Населення — 4670 осіб (2020).

## Географія
Кеєнта розташована за координатами 36°43′2″ пн. ш. 110°15′38″ зх. д. / 36.71722° пн. ш. 110.26056° зх. д. (36.717109, -110.260486). За даними Бюро перепису населення США в 2010 році переписна місцевість мала площу 34,28 км², з яких 34,12 км² — суходіл та 0,16 км² — водойми.

### Клімат
Місто знаходиться у зоні, котра характеризується кліматом напівпустель. Найтепліший місяць — липень із середньою температурою 23.9 °C (75 °F). Найхолодніший місяць — січень, із середньою температурою -1.7 °С (29 °F).
| Клімат Кеєнти           | Клімат Кеєнти | Клімат Кеєнти | Клімат Кеєнти | Клімат Кеєнти | Клімат Кеєнти | Клімат Кеєнти | Клімат Кеєнти | Клімат Кеєнти | Клімат Кеєнти | Клімат Кеєнти | Клімат Кеєнти | Клімат Кеєнти | Клімат Кеєнти |
| Показник                | Січ.          | Лют.          | Бер.          | Квіт.         | Трав.         | Черв.         | Лип.          | Серп.         | Вер.          | Жовт.         | Лист.         | Груд.         | Рік           |
| Середній максимум, °C   | 5             | 9             | 14            | 19            | 24            | 30            | 33            | 31            | 27            | 20            | 12            | 6             | 19            |
| Середня температура, °C | −1            | 1             | 6             | 10            | 15            | 20            | 23            | 22            | 18            | 12            | 4             | 0             | 11            |
| Середній мінімум, °C    | −8            | −4            | −1            | 2             | 7             | 11            | 15            | 14            | 10            | 3             | −2            | −6            | 3             |
| Норма опадів, мм        | 10            | 10            | 10            | 0             | 0             | 0             | 20            | 30            | 10            | 20            | 10            | 10            | 190           |
| ----------------------- | ------------- | ------------- | ------------- | ------------- | ------------- | ------------- | ------------- | ------------- | ------------- | ------------- | ------------- | ------------- | ------------- |
| Джерело: Weatherbase    |               |               |               |               |               |               |               |               |               |               |               |               |               |

## Демографія
Згідно з переписом 2010 року, у переписній місцевості мешкало 5189 осіб у 1375 домогосподарствах у складі 1123 родин. Густота населення становила 151 особа/км². Було 1602 помешкання (47/км²).
Расовий склад населення:
| - 92,3 % — корінних американців - 4,6 % — білих - 0,3 % — чорних або афроамериканців - 0,1 % — азіатів |

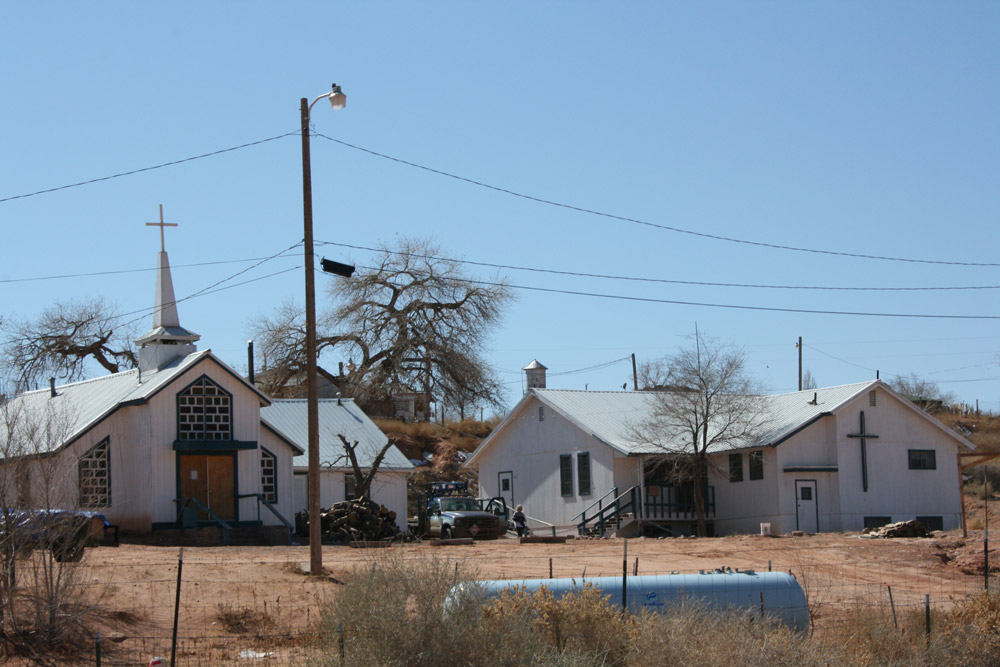
Пресвітеріанська церква в Кеєнті

До двох чи більше рас належало 2,5 %. Частка іспаномовних становила 2,0 % від усіх жителів.
За віковим діапазоном населення розподілялося таким чином: 38,9 % — особи молодші 18 років, 56,4 % — особи у віці 18—64 років, 4,7 % — особи у віці 65 років та старші. Медіана віку мешканця становила 24,8 року. На 100 осіб жіночої статі у переписній місцевості припадало 90,8 чоловіків; на 100 жінок у віці від 18 років та старших — 83,4 чоловіків також старших 18 років.
Середній дохід на одне домашнє господарство становив 39 589 доларів США (медіана — 28 828), а середній дохід на одну сім'ю — 39 271 долар (медіана — 26 950). Медіана доходів становила 41 944 долари для чоловіків та 31 397 доларів для жінок. За межею бідності перебувало 42,5 % осіб, у тому числі 48,4 % дітей у віці до 18 років та 49,8 % осіб у віці 65 років та старших.
Цивільне працевлаштоване населення становило 1243 особи. Основні галузі зайнятості: освіта, охорона здоров'я та соціальна допомога — 33,7 %, публічна адміністрація — 13,7 %, мистецтво, розваги та відпочинок — 12,6 %.